# Max Goldberg (Schauspieler)
Max Goldberg, Pseudonym Mario Guido (* 4. Oktober 1892; † 23. August 1967 in Düsseldorf), war ein deutscher Schauspieler, Varieté-Regisseur und Theaterleiter sowie Modeschöpfer.

## Leben
Max Goldberg war eines von sechs Kindern des jüdischen Kantors und Schächters Eduard Goldberg und dessen Ehefrau Sara Burstyn. Nach unsteten Wanderjahren lebte die Familie ab 1902 in Berlin, wo sie in großbürgerliche Verhältnisse aufstieg.
Max Goldberg beschritt zunächst eine Schauspielerkarriere, die ihn 1912/1913 an das Stadttheater Frankfurt (Oder) führte, 1913/1914 an das Schauspielhaus Breslau. Ohne Engagement blieb er während des Ersten Weltkriegs in Breslau. Wahrscheinlich betätigte er sich zwischen 1914 und 1919 als Kabarettist oder Rezitator. Ab Mai 1922 fungierte er für zwei Saisons als einer der Direktoren des Lunaparks in Berlin. Außerdem profilierte sich Goldberg in weiteren Metiers. In den 1920er Jahren ließ er sich in den Vorstand des Internationalen Varieté-Theater-Direktoren-Verbandes wählen.
Unter dem Künstlernamen Mario Guido, den er sich Ende der 1920er Jahre gegeben hatte, widmete er sich bis in die 1930er Jahre der leichten Muse. 1927 erwarb er das Repertoire-Stück Die letzte Warnung des Berliner Theaters in der Kommandantenstraße für eine deutsche Tournee über Hamburg, Köln, Düsseldorf, Frankfurt am Main, Breslau und Halle. Ab 1930 lief in der Berliner Lichtburg seine Revue Der schwarze Diamant. Im Januar 1933 trat er unter dem Titel Mario Guido und seine 20 Wienerinnen im Berliner Varietétheater Wintergarten auf. Hans Keilson, der als Berliner Medizinstudent von ihm beschäftigt worden war, beschrieb ihn als „etwas rundliche[n], schwarzhaarige[n], cholerische[n] Mann, jedoch gutmütig und gemütlich“.
Als „Volljude“ wurde er am 23. September 1935 aus der Reichstheaterkammer ausgeschlossen. Goldberg emigrierte nach England, wo er in London lebte, er ging nach Brüssel, später nach Brasilien, wo er als Modeschöpfer tätig war und eine Modezeitschrift herausgab. Er gründete das Mode-Institut „Le modèle vivant“ („Das lebende Modell“) mit Zweigniederlassungen in Brüssel und Paris.
1950 kehrte er mit seiner Ehefrau Kitty nach Deutschland zurück und siedelte sich in Düsseldorf an. Goldberg sorgte für Aufsehen, als er mit dem Projekt an die Stadt herantrat, an der Immermannstraße als „Haus der Modeindustrie“, als „permanente Leistungsschau der Grundstoffindustrie, der Stoffindustrie und der gesamten modischen Zubehörindustrie“, einen über 30-geschossigen „Wolkenkratzer der Mode“ zu errichten. Erweitert war das Vorhaben um ein Wellenschwimmbad in über 100 Metern Höhe über Grund, einen internationalen Autosalon, ein Theater der Mode, ein Café mit Palmengarten, einen Kunstsalon, eine Mannequinschule, eine Dekorateurschule, eine Forschungsabteilung, Reise-, Post-, Wirtschafts-, Transport-, Versicherungs- und Pressebüros, ein Hotel und diverse Bars. Aufgrund zunehmender Ungewissheiten über die planungsrechtliche Zulässigkeit des Vorhabens, die Bonität des Vorhabenträgers und dessen Betriebskonzept, die dazu führten, dass der Düsseldorfer Akademieprofessor Walter Köngeter im November 1952 vom Aufsichtsratsposten in der Projektgesellschaft zurücktrat, lehnte die Stadtverwaltung das Projekt bald danach ab.
Ab März 1956 gab Goldbergs Ehefrau den Spezial-Presse-Dienst heraus, in welchem er als Redakteur wirkte.